# Kmanek Haburas Unidade Nasional Timor Oan

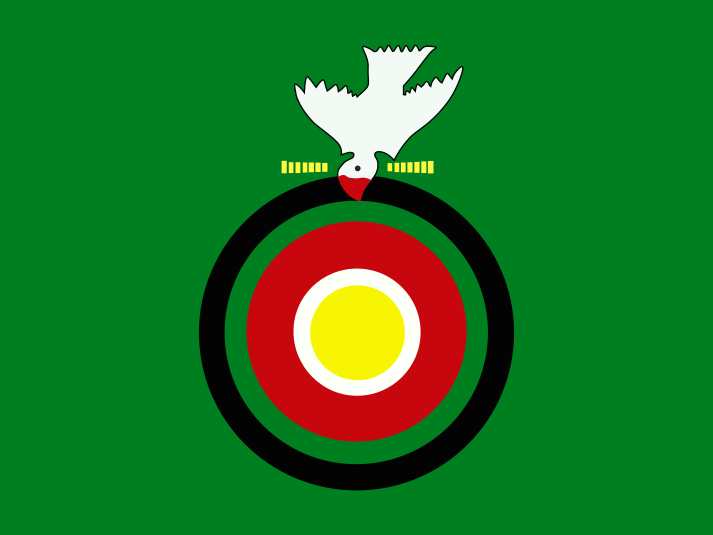
Bandera del KHUNTO.

Kmanek Haburas Unidade Nasional Timor Oan (en tetun: Enriquecer la Unidad Nacional de los Hijos de Timor), conocido por su abreviatura KHUNTO, es un partido político timorense de ideología nacionalista fundado el 22 de junio de 2011. Ha estado representado con cinco diputados en el Parlamento Nacional desde 2017. Ideológicamente, su plataforma se centra en los intereses de los jóvenes desempleados, en la lucha contra la corrupción, la aplicación de las creencias religiosas tradicionales y la defensa del idioma tetun, aunque resulta difícil de ubicar en el espectro político. El partido está afiliado al grupo de artes marciales Korka.
El partido irrumpió en las elecciones parlamentarias de 2012, en las cuales fracasó por unos pocos cientos de votos en cruzar el umbral requerido para obtener escaños. Sin embargo, en las elecciones de 2017 creció hasta un 6,43% de los votos, lo que le permitió ingresar con 5 escaños.  Después del colapso del gobierno en ejercicio y la convocatoria a nuevas elecciones en 2018, KHUNTO configuró la Alianza para el Cambio y el Progreso con el Congreso Nacional para la Reconstrucción de Timor y el Partido de Liberación Popular, reteniendo sus 5 escaños y contribuyendo a la mayoría parlamentaria de la coalición. Luego de que la coalición durante el mandato de Taur Matan Ruak como primer ministro se disolviera, KHUNTO permaneció en el gobierno. El partido retuvo sus 5 escaños en las elecciones de 2023, siendo el único partido de la coalición gobernante que no experimentó una pérdida de escaños.
KHUNTO realiza numerosas referencias a las creencias animistas tradicionales timorenses, y los miembros del partido suelen hacer juramentos de sangre basados en tales tradiciones. No obstante, el impacto electoral de estas estrategias ha sido mínimo: el partido solo recibió 36.547 votos en las elecciones de 2017, en las cuales el liderazgo de la formación había afirmado haber conseguido el juramento de 89.000 votantes. El apoyo provino principalmente de los jóvenes de las áreas rurales del país.

## Resultados electorales
|  | 2.97 % |

|  | 6.43 % |

|  | 7.51 % |